# バリトラ
バリトラ（学名：Panthera tigris balica）は、食肉目ネコ科に属するトラの亜種の一つ。インドネシアのバリ島だけに生息していたが、すでに絶滅している。大きさについて記録されているのはメスだけで、全長211cm、トラの中では最も小さな亜種とされる。外見はジャワトラによく似ていた。
毛皮の利用や娯楽のために狩猟の対象となり、1940年ごろに絶滅した。絶滅日時については、1937年9月27日に射殺されたのが最後の1頭であるという説もある。

## 絶滅の経緯
遭遇記録は非常に少ない。最も信頼できる完全な記録はハンガリーの男爵Oszkar Vojnichの狩猟の記録であり、仕留めたバリトラの写真も残されている。1911年11月3日に、彼は北西部で射殺された成体の標本を記録している。もっとも、彼の著書ではその場所は「東インド諸島」とされている。同書では、島では餌で隠したトラバサミでトラを捕え、動けなくしてから射殺するのが一般的な狩猟法であるとも記している。バリトラは植民地時代にはすでに絶滅寸前であった。ジャワ島からやってきたヨーロッパ人の狩猟家がロマンチックなスポーツとして強力な銃を持ってやってきたことがバリトラにとどめを刺した。スラバヤ の銃器メーカーE. Munautはわずか数年で二十頭以上のバリトラが殺されたことを確認している。
最後に確認されたバリトラの目撃例は1937年9月27日に西部バリで射殺されたメスの成獣だった。その後1952年、1970年および1972年に、主に森林保護官によって目撃情報が報告されているが、確たる証拠は得られていない。この時点で生き残っていたバリトラは西部の今日西バリ国立公園となっている地域に移動したものと考えられている。